# Отделение 8 Марта
Отделение 8 Марта (каз. 8 Март бөлімшесі) — упразднённые населённый пункт в Майском районе Павлодарской области Казахстана. Входил в состав Каратерекского сельского округа. Находился примерно в 65 км к юго-востоку от села Коктобе. Код КАТО — 555645300. Упразднён в 2019 г.

## Население
В 1999 году население населённого пункта составляло 242 человека (123 мужчины и 119 женщин). По данным переписи 2009 года, в населённом пункте проживали 72 человека (34 мужчины и 38 женщин).